# Хитрино
Хитрино (болг. Хитрино) — село в Болгарии. Находится в Шуменской области, входит в общину Хитрино. Население составляет 782 человека.

## Политическая ситуация
Хитрино подчиняется непосредственно общине и не имеет своего кмета.
Кмет (мэр) общины Хитрино — Нуридин Басри Исмаил Движение за права и свободы (ДПС)) по результатам выборов в правление общины.